# Referéndum revocatorio de Venezuela de 2004
El Referéndum revocatorio de Venezuela de 2004 fue un referéndum revocatorio presidencial celebrado el 15 de agosto del 2004 en Venezuela para decidir la permanencia de Hugo Chávez en la jefatura del Estado, cuyo resultado oficial fue de no revocarlo.
El resultado del referendo fue no destituir a Chávez con el 59,1 % de los votos, pero hubo alegatos de fraude por parte de la oposición. Los informes de los observadores internacionales y otros análisis, incluyendo al expresidente de Estados Unidos, Jimmy Carter y su Centro Carter rechazaron esta hipótesis y negaron el fraude, afirmando que el proceso se realizó de manera libre y justa. Evaluaciones estadísticas de 2006 y 2011 difieren y algunas personas cuestionaron el apoyo del Centro Carter al proceso electoral en el referéndum; el Centro Carter investigó las acusaciones y publicó un artículo y un análisis estadístico reafirmando sus conclusiones originales.
La polarización política en Venezuela incidió en el nombre elegido para este referéndum, el cual fue llamado por la oposición venezolana «referéndum revocatorio», mientras que por el contrario, los seguidores del gobierno de Hugo Chávez lo denominaron «referéndum ratificatorio».

## Organización popular

### Antecedentes
Fue un referéndum activado por la oposición para intentar destituir democráticamente al presidente Chávez mediante el voto popular según lo previsto en la propia Constitución de 1999. Lo que motivó la realización del referéndum fue la crispación social y la crisis política que sumió al país, y que desembocó en el Golpe de Estado del 11 de abril de 2002 realizado por la oposición. El resultado fue el derrocamiento durante dos días del presidente Chávez, pero este fue repuesto por un contragolpe realizado por sus seguidores. Ese mismo año la oposición pedía la renuncia de Chávez y se la exigió mediante sendas marchas durante todo el año 2002.
Previamente, el mismo año la oposición, mediante el apoyo principal de los empresarios y líderes sindicales de la CTV, había realizado un paro que se denominó Paro Petrolero, por afectar a la empresa estatal de PDVSA debido a su prolongada duración. Las consecuencias de la paralización de las actividades económicas, especialmente petroleras entre diciembre de 2002 hasta febrero de 2003 fueron graves. Los efectos en lo político, económico y social fueron muy negativos para la población y el país. La Organización de Estados Americanos (OEA) y el estadounidense Centro Carter organizaron una «mesa de negociación y acuerdo», en donde se realizó un pacto contra la violencia entre gobierno y oposición que no fue cumplido, pero sirvió de preámbulo para acordar llevar a cabo el referéndum.
La oposición exigía en un primer momento realizar lo que se denominó referéndum consultivo, que se caracterizaba por no ser vinculante. El gobierno presidido por Chávez, afirmó que solo aceptaría la realización del referéndum previsto en la carta magna, pero la oposición estuvo en un primer momento en contra de la opción aceptada por Chávez, alegando que este se tenía que realizar en la mitad del período presidencial (a mediados de 2004) y no estarían dispuestos a esperar tanto ya que el país se podría sumir en una guerra civil. En este aspecto el chavismo alegó que la inestabilidad y la confrontación era promovida por la oposición de forma malintencionada y aseguró que si esta dejaba de crear disturbios, la confrontación se acabaría y que en general la oposición no ofrecía ninguna alternativa al gobierno.
Después de la finalización del paro de abril la oposición siguió activa, promoviendo más movilizaciones y organizándose. Por parte del gobierno que había retornado inicia una serie de interpelaciones a través de la Asamblea Nacional durante el mes de mayo de 2002. y el TSJ inicia en paralelo juicios a los diferentes participantes de abril. 
El 5 de julio fue fundada la Coordinadora Democrática y constituida oficialmente el 17 de octubre de ese mismo año, con características supra-organizacionales que reunían movimientos de diferentes ideologías.
El 1 de noviembre de 2002 el presidente Hugo Chávez presentó un recurso de amparo (tutela) presentado por la procuradora general, Marisol Plaza Irigoyen ante la Sala Constitucional del Tribunal Supremo de Justicia la impugnación del directorio del CNE, que presidía Roberto Ruiz, pedía desconocer la actual junta del Consejo Nacional Electoral (CNE). El recurso,  fue considerado por varios líderes de la oposición como una estrategia de Chávez para ganar tiempo, después de que más de dos millones de firmas que piden la realización de un referendo consultivo fueron entregadas ante el CNE. 
El 6 de noviembre de 2002 el presidente del Consejo Nacional Electoral (CNE), Roberto Ruiz, presentó su renuncia al cargo, poco después del anuncio de Ruiz, el vicepresidente del CNE, Alfredo Avella Guevara, dijo que el resto de los funcionarios seguiría en sus cargos. Mientras una marcha opositora en Caracas formalizaba la solicitud del referendo. Se temía que quedara paralizado el referendo.
El 8 de noviembre el Tribunal Supremo de Justicia (TSJ) declaró sin lugar el recurso de amparo, que presentó el presidente Hugo Chávez en el que pedía desconocer la actual junta del Consejo Nacional Electoral (CNE), organismo que deberá definir si es viable la realización del referendo consultivo que propone la salida del Presidente. Ese día el secretario de la Organización de Estados Americanos (OEA), César Gaviria, instala la mesa de diálogo entre el gobierno y la oposición en el hotel Melia Caracas. Después de sucesivas reuniones con líderes de la oposición y voceros del gobierno, Gaviria explicó que la mesa, estará conformada por seis miembros designados por el gobierno e igual número de la Coordinadora Democrática, apoyado por la OEA, el Programa de las Naciones Unidas para el Desarrollo (PNUD) y el Centro Carter, contó con el apoyo de la diplomacia preventiva ejercida por un Grupo de Países Amigos, liderado por Brasil.
Durante el año 2003 se continuó con la realización de marchas, disturbios y cacerolazos promovidos por la Coordinadora Democrática, los canales de televisión, la patronal Fedecámaras y sus empresarios inscritos, además del sindicato CTV y la Iglesia católica, para forzar la renuncia de Chávez. Además ocurrían contra-marchas pro-Chávez, como respuesta a las marchas de la oposición
Las manifestaciones chavistas y antichavistas se sucedían a diario. Para detenerlas, las partes aceptaron esta fórmula de referéndum propuesta por la citada mesa de negociación y acuerdo. Referéndum que como se mencionó antes está contemplado en la Constitución Bolivariana de 1999.

### Base constitucional
La llamada a referéndum está fundamentada en dos artículos de la constitución de 1999

Artículo 72: Todos los cargos y magistraturas de elección popular son revocables. Transcurrida la mitad del período para el cual fue elegido el funcionario o funcionaria, un número no menor del veinte por ciento de los electores o electoras inscritos en la correspondiente circunscripción podrá solicitar la convocatoria de un referéndum para revocar su mandato.

Cuando igual o mayor número de electores y electoras que eligieron al funcionario o funcionaria hubieren votado a favor de la revocatoria, siempre que haya concurrido al referéndum un número de electores y electoras igual o superior al veinticinco por ciento de los electores y electoras inscritos, se considerará revocado su mandato y se procederá de inmediato a cubrir la falta absoluta conforme a lo dispuesto en esta Constitución y la ley.

La revocación del mandato para los cuerpos colegiados se realizará de acuerdo con lo que establezca la ley.

Durante el período para el cual fue elegido el funcionario o funcionaria no podrá hacerse más de una solicitud de revocación de su mandato.

Artículo 233: Serán faltas absolutas del Presidente o Presidenta de la República: la muerte, su renuncia, la destitución decretada por sentencia del Tribunal Supremo de Justicia, la incapacidad física o mental permanente certificada por una junta médica designada por el Tribunal Supremo de Justicia y con aprobación de la Asamblea Nacional, el abandono del cargo, declarado éste por la Asamblea Nacional, así como la revocatoria popular de su mandato.

Cuando se produzca la falta absoluta del Presidente electo o Presidenta electa antes de tomar posesión, se procederá a una nueva elección universal, directa y secreto dentro de los treinta días consecutivos siguientes. Mientras se elige y toma posesión el nuevo Presidente o Presidenta, se encargará de la Presidencia de la República el Presidente o Presidenta de la Asamblea Nacional.

Cuando se produzca la falta absoluta del Presidente o Presidenta de la República durante los primeros cuatro años del período constitucional, se procederá a una nueva elección universal y directa dentro de los treinta días consecutivos siguientes. Mientras se elige y toma posesión el nuevo Presidente o Presidenta, se encargará de la Presidencia de la República el Vicepresidente Ejecutivo o Vicepresidenta Ejecutiva.

En los casos anteriores, el nuevo Presidente o Presidenta completará el período constitucional correspondiente.

Si la falta absoluta se produce durante los últimos dos años del período constitucional, el Vicepresidente Ejecutivo o Vicepresidenta Ejecutiva asumirá la Presidencia de la República hasta completar el mismo.

### Recolección de firmas y papel del CNE

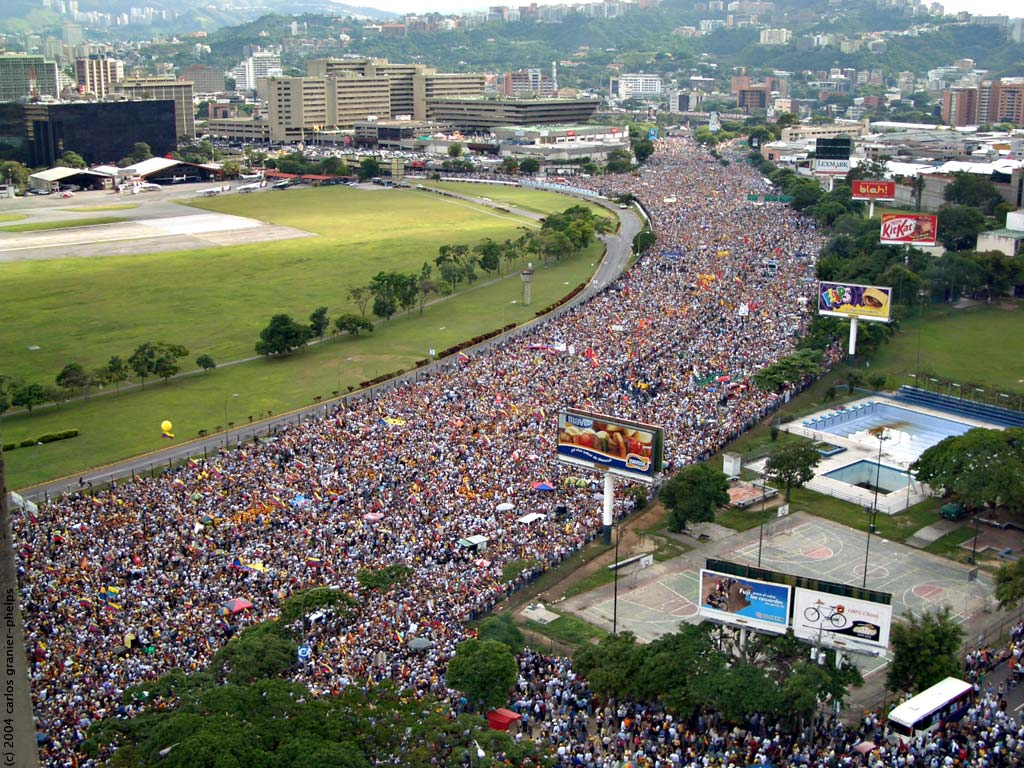
Marcha realizada en Caracas a favor de la opción del "Sí".

La ley electoral exigía la recolección de un número de firmas de la población venezolana para poder activar el referéndum y en el plazo de un número de días para llevar a cabo dicha recolección. Así, la oposición aglutinada en la Coordinadora Democrática, que es una coalición de partidos políticos, asociaciones civiles, ONG y otro tipo de organizaciones cuyo objetivo en común era el derrocamiento de Chávez, decidió iniciar la labor de recolección de firmas donde tuvo un masivo apoyo de los medios de comunicación privados nacionales, tanto de televisión, prensa y radio que en su mayoría estaban en contra de Chávez.
Las formas de pedir las firmas fueron muy diversas. Se crearon puestos en sitios públicos como plazas o calles. Personas comisionadas para tal fin («itinerantes») recorrían casa por casa en busca de firmantes, los ciudadanos que deseaban firmar tenían que hacerlo en libros diseñados para tal fin, se debía colocar la firma, el número de cédula y la huella dactilar.
En agosto del 2003, aproximadamente 3.2 millones de firmas fueron presentadas, pero estas fueron rechazadas por los miembros del organismo encargados de las elecciones en el país: Consejo Nacional Electoral (Venezuela) (CNE); basándose según la oposición en un tecnicismo legal: que las firmas se habían recogido prematuramente; específicamente antes de la mitad del período presidencial. En septiembre del 2003, la revista inglesa The Economist informó que el Gobierno había utilizado un escuadrón de movilización rápida para allanar las oficinas del CNE. Adicionalmente la revista reportó que el gobierno estaba castigando aquellos ciudadanos que firmaban la petición del referéndum. Igualmente el gobierno y algunos firmantes denunciaron haber firmado en su lugar de trabajo, presionados mediante coacción y en contra de su voluntad por sus jefes bajo amenazas en caso de negarse. Según las denuncias, dichos trabajadores pertenecían a la nómina de empresas privadas que estaban en contra del gobierno de Chávez, entre las mencionadas estaban algunas transnacionales como la fabricante de automóviles Kia.

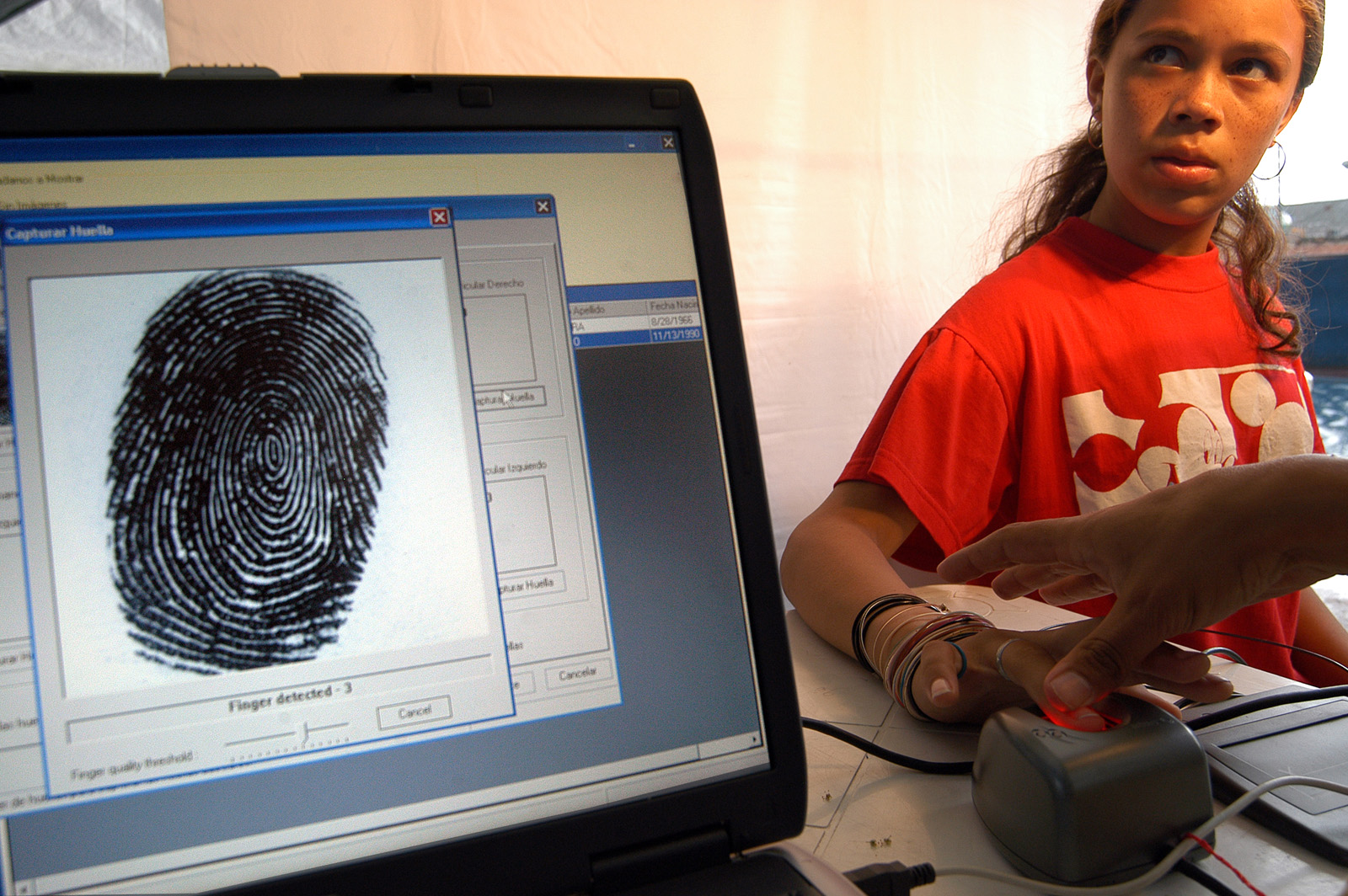
Cedulación de venezolanos en Alta Vista, Catia, Municipio Libertador de Caracas, el 17 de abril de 2004.

En noviembre de 2003, la oposición recolectó un nuevo conjunto de firmas, obteniéndose en el plazo máximo de cuatro días la cantidad de 3.6 millones de ellas. En febrero de 2004, Roberto Abdul, uno de los directores de Súmate, la ONG que recogió las firmas, declaró que de acuerdo con los cálculos de la organización, al menos el 8 % de las firmas (0.288 millones) eran inválidas. Sin embargo el CNE rechazó la petición de referéndum alegando que tan solo 1.9 millones de las firmas eran válidas, 1.1 millones presentaban serias dudas, y cerca de 0.5 millones eran completamente inválidas (por pertenecer a personas fallecidas, menores de edad y extranjeros). De las firmas consideradas dudosas por el CNE (1.1 millones), 876 017 tenían sus datos personales escritos con la misma caligrafía con la excepción de la firma misma. La oposición alegó que dichas firmas denominadas asistidas eran firmas en las cuales la persona encargada del centro de recolección asistía a los firmantes rellenando toda la información y luego les indicaba dónde firmar. La decisión del CNE dio origen a manifestaciones violentas que resultaron en 14 muertos, 200 heridos y 500 detenidos.
Tras una apelación a la sala Electoral del Tribunal Supremo de Justicia de Venezuela, la corte incluyó como válidas unas 800 000 firmas, con lo que el total de firmas válidas llegó a 2.7 millones; este monto constituyó 300 000 firmas más de las necesarias para convocar el referéndum. Sin embargo una semana más tarde, la sala Constitucional del mismo tribunal rechazó la decisión de la sala Electoral al dictaminar que esta había obrado fuera de su jurisdicción.
A continuación los nombres de los firmantes se hicieron públicos en la llamada Lista Tascón. El presidente de la Confederación de Trabajadores de Venezuela (CTV) declaró a la Associated Press que se habían empezado a despedir de los ministerios de gobierno, de los organismos públicos, de los gobiernos municipales y de las empresas del gobierno, a aquellas personas que habían firmado la petición del referéndum. El ministro de Salud Roger Capella declaró también a la Associated Press justificando los despidos diciendo que «todos aquellos que firmaron para activar el referéndum contra el presidente Chávez deberían ser despedidos del Ministerio de la Salud». Días después Capella se retractó diciendo que esa era su opinión personal y no era política oficial.
Finalmente, como compromiso para resolver el impasse creado, el CNE dictaminó que permitiría un proceso de «reparo», consistente en permitir que durante un lapso de cinco días en mayo de 2004, aquellas personas cuyas firmas estaban siendo cuestionadas confirmaran que si eran en efecto auténticas. Al final de este período, el número de firmas validadas por el CNE alcanzó la cifra de 2 436 830. De esta manera se alcanzaba el monto mínimo de firmas necesarias para convocar el referéndum. Durante estos días de validación de firmas, miles de cédulas de identidad falsas y equipo para su fabricación fueron confiscados en el curso de allanamientos policiales. Los simpatizantes de Chávez alegaron que esto indicaba que la oposición había usado estos equipos para falsificar firmas; mientras la oposición señalaba que estos equipos habían sido plantados maliciosamente.
Un reportaje del diario El País describió que el rector Jorge Rodríguez ayudó a dilatar el referéndum (habilitado legalmente desde 2003), mientras Chávez repartía subsidios, lo que habría sido fundamental para su victoria.

## Día del referéndum

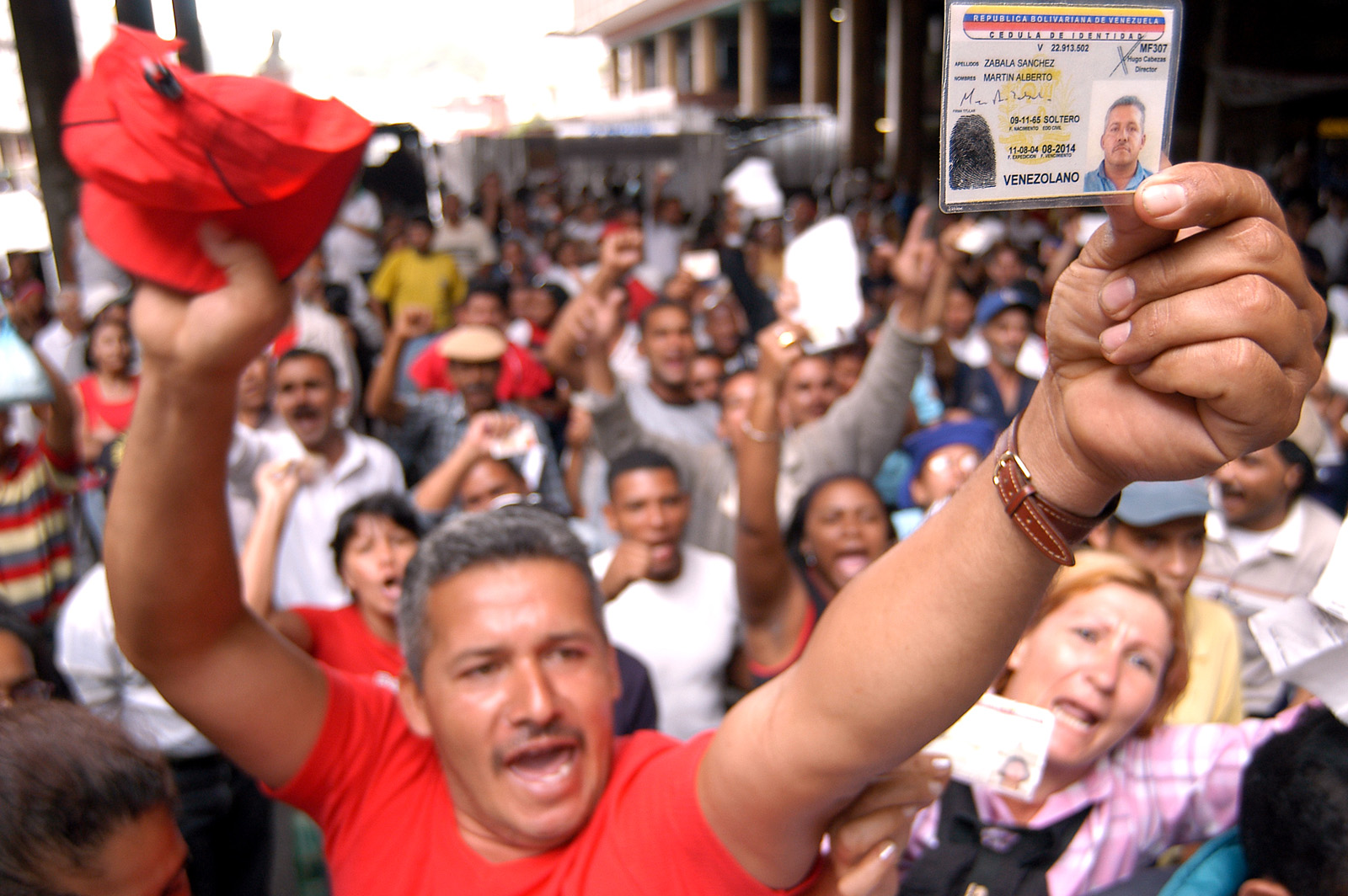
Un venezolano exige su derecho al voto en las afueras del CNE. 15 de agosto de 2004.

Al final se realizó el referéndum en la fecha prevista el 15 de agosto, se decidió que el «Sí» (exigido por la oposición) fuera la opción que significara la destitución y la opción «No», que significara la ratificación de Chávez.
Los colegios y liceos públicos habilitados para votar, se abrieron en la mañana del 15 de agosto. Se caracterizaron desde el primer momento por extensas colas de gente que iba a votar, el CNE tuvo que extender dos veces el plazo para el cierre de las votaciones: la primera fue durante cuatro horas, de 6:00 hasta las 8:00 Pm, extendido después otras cuatro horas hasta la medianoche. Una de las novedades de esta elección era la posibilidad de que los venezolanos radicados en el exterior también pudieran votar en el referéndum como si fuese una votación normal; las colas fueron igualmente largas en algunos centros de votación en el exterior del país como los localizados en las ciudad de Miami en Estados Unidos y Santa Cruz de Tenerife en España.

## Resultados
El resultado preliminar fue dado por Francisco Carrasquero, presidente y uno de los cinco rectores del CNE, anunciándolo en la televisión y la radio nacional aproximadamente a las 4:00 de la madrugada del ya 16 de agosto después de haberse escrutado el 94 % de los votos, Siendo:
- El Sí (a favor de la destitución de Chávez): 3 576 517 = 42 %
- El No (a favor de la permanencia de Chávez en el poder): 4 991 483 = 58 %

Pero los resultados finales dados el 18 de agosto por el CNE fueron aún más favorables por el «No», escrutándose todos los votos, donde se reafirma en dejar sin efecto el pedido del cese del gobierno de Chávez, con una abstención de 30.08 %:
|                                                         | Votos      | %       |
| ------------------------------------------------------- | ---------- | ------- |
| Censo electoral                                         | 14 037 900 |         |
| Total votos                                             | 9 815 631  | 69.92 % |
| Total votos válidos                                     | 9 789 637  | 99.74 % |
| Total votos inválidos                                   | 25 994     | 0.25 %  |
| Total votos Sí (a favor de la destitución de Chávez).   | 3 989 008  | 40.64 % |
| Total votos No (en contra de la destitución de Chávez). | 5 800 629  | 59.1 %  |

## Consecuencias
Al menos una persona murió y cinco resultaron heridas de bala durante una manifestación convocada por la oposición en la plaza Altamira de Caracas, en un barrio acomodado, para protestar por lo que consideran un "fraude".
Las consecuencias del referéndum y que definitivamente ratificaron a Chávez en el cargo fueron el cese de las manifestaciones y disturbios en el país luego de los sucesos de Altamira. Chávez salió muy reforzado, empezó a realizar una política internacional aún más activa, además de una mayor atención en América Latina, Chávez decidió desquitarse del gobierno estadounidense de George W. Bush, al que acusó de haber apoyado directamente el golpe de Estado de 2002 contra su gobierno y de financiar a la oposición continuamente durante todo ese tiempo. Para contrarrestar las supuestas presiones diplomáticas estadounidenses para intentar aislar a Venezuela, Chávez afianzó sus relaciones con gobiernos progresistas de América Latina y el mundo y criticó la política exterior «imperialista» de Estados Unidos. También el presidente Chávez declaró públicamente que era socialista y que mostraba simpatía hacia el comunismo internacional.
Las consecuencias del referéndum de la oposición fueron a la inversa. La alianza de los diferentes grupos se quebró, se disolvió la Coordinadora Democrática, y en general perdieron fuerza de convocatoria. Algunos medios de comunicación como Televen dejaron de participar en la diatriba política.

### Lista Tascón
Luego de transcurrido el referéndum, fue publicada en internet la lista de los firmantes por la realización del mismo, la llamada Lista Tascón en el sitio web personal del diputado de la Asamblea Nacional Luis Tascón. Hubo serias denuncias del uso de dicha lista como un instrumento en contra de los firmantes y de la oposición en general.

## Acusaciones de fraude electoral
El abogado constitucionalista Tulio Álvarez, representante de la Coordinadora Democrática, publicó un informe preliminar titulado "Fraude a la Democracia",  resultado del trabajo de 40 profesionales diversificados en 14 áreas temáticas, "fraude cualitativo, continuado, selectivo, masivo", en el procedimiento manual y en el automatizado , por lo que la coalición decidió impugnar el proceso. En el informe se explica que se detectó que en Venezuela se rompió el esquema de los promedios de la población electoral y en dos meses se pasó de 48 puntos a 53 puntos de proporción en la población electoral, queriendo decir que cerca de 1,8 millones de personas que nunca votaron lo hicieron, y según el informe se hizo una movilización de una población inexistente para cometer el fraude en la votación manual. Según el estudio, buena parte de los nuevos inscritos se orientó a los centros rurales o zonas urbanas de votación manual, para tratar de disfrazar el fraude electrónico con una tendencia de votación favorable a la opción del n.º En el proceso automatizado se detectó hasta el momento una manipulación colectiva del 28% del voto, lo cual "compromete a funcionarios del Consejo Nacional Electoral y de la empresa a cargo de la automatización". Asimismo, se hallaron evidencias de "bidireccionalidad de la comunicación", ya que de acuerdo a los datos que obtuvieron de la Cantv hubo un tráfico desde y hasta las máquinas antes de imprimir las boletas., y se indica que hubo "un patrón de intervención de comunicaciones. En ciertas horas de concentrar el tráfico para recibir información, mandarla y manipularla", transmisiones "fuera del horario permitido, desde las 7 de la mañana", cuando estaba establecido que "la máquina no se conectaría hasta el cierre del proceso".
El grupo concluye que el sistema utilizado "fue diseñado con la intencionalidad del fraude", revelando que de acuerdo con un informe de Cantv que fue entregado al Consejo Nacional Electoral, hay evidencia de bidireccionalidad de la comunicación entre las máquinas de votación y el centro de totalización durante el día de votación y explicando que la máquina enviaba la información antes de imprimir la boleta y recibía de vuelta la información y después imprimía la boleta, tráfico está perfectamente detallado en gráficos del informe. Señalaron que de acuerdo a la Ley Orgánica del Sufragio, los procesos electorales son nulos de nulidad absoluta, queriendo decir que si hay fraude en la conformación del REP el proceso se impugna sin necesidad de más pruebas. El informe recomendó la impugnación del Registro Electoral, la objeción del sistema automatizado del consorcio Smartmatic, Bizta y Cantv, a instar la realización de una auditoría del sistema nacional de cedulación por parte de organismos internacionales, la participación condicionada en futuros procesos y por último instar la aplicación de la ley anticorrupción americana, "que regula a varias empresas que han intervenido en este proceso y tienen su domicilio en Estados Unidos".
Un estudio estadístico sobre las elecciones, escrito por María M. Febres Cordero y Bernardo Márquez, se publicó en 2006 en una revista internacional de estadística. El estudio concluyó que, "these findings lead us to conclude that the Venezuelan opposition has statistical evidence to reject the official results given by the CNE. The irregularities detected were observed consistently in numerous voting centers and the magnitude of the irregularities imply that the official results do not reflect the intention of voters with statistical confidence." La conclusión de los autores fue que el 56,4 % había votado «sí» (a favor de la destitución de Chávez), mientras que el resultado oficial era de 41%. La revista internacional de estadística Statistical Science dedicó por su parte la mitad de su número de noviembre de 2011 (siete de catorce artículos), con un artículo introductorio escrito por Alicia L. Carriquiry, para analizar los resultados del referéndum. Raquel Prado y Bruno Sansó examinaron las encuestas de boca de urna; Luis Raúl Pericchi y David A Torres analizaron si los votos "no" correspondieron con la ley de Newcomb-Benford; Isbelia Martin descubría patrones anómalos en telecomunicaciones; Ricardo Hausmann y Roberto I. Rigobón analizaron patrones relacionados con encuestas de boca de urna; Raúl Jiménez examinó la distribución de votos válidos, votos nulos, y abstenciones en cada distrito electoral; mientras Gustavo Delfino y Guillermo Salas encontraron una relación anómala entre signatarios de la petición por el referéndum, y los votos "si".
La oposición presidida en ese momento por Enrique Mendoza declaró que hubo fraude. En los días siguientes al referéndum fueron presentadas en distintos medios de comunicación varias pruebas de ese fraude de las que se destacan los topes del «Sí» presentados en el estado Bolívar entre otros.  La administración Bush, contraria a Chávez, declaró que este había ganado correctamente. Sin embargo los líderes de la oposición alegaron fraude y afirmaron que Chávez les había robado su victoria. El expresidente de Estados Unidos Jimmy Carter y su Centro Carter, junto con representantes de la Organización de Estados Americanos (OEA), asistieron a las votaciones y declararon que la votación había sido justa y libre. Algunas personas cuestionaron el apoyo del Centro Carter del proceso electoral en el referéndum. Doug Schoen de Fox News le dijo a Michael Barone en U.S. News and World Report:

Nuestras fuentes internas indican que hubo fraude en la comisión central venezolana. Hay extensos reportes de irregularidades y evidencia de fraude, muchos de las cuales fueron hábilmente reportados por Mary Anastasia O'Grady en The Wall Street Journal la semana pasada. Carter está despreocupado por todo esto y declara que Chávez «ganó con todas las de la ley».
Some individuals have disputed the Center’s endorsement of the electoral process in the Venezuelan recall referendum of 2004. Fox News' Doug Schoen told Michael Barone at U.S. News and World Report, "Our internal sourcing tells us that there was fraud in the Venezuelan central commission. There are widespread reports of irregularities and evidence of fraud, many of them ably recorded by Mary Anastasia O'Grady in The Wall Street Journal last week. Carter is untroubled by any of this, and declares that Chavez won 'fair and square.'"

El Centro Carter investigó las acusaciones y publicó un artículo y un análisis estadístico reafirmando sus conclusiones originales.
En sus memorias, el ex-director del SEBIN (Servicio Bolivariano de Inteligencia) Christopher Figueras, afirma que el CNE hace irregularidades en las elecciones. Afirmó que el rector del CNE Carlos Enrique Quintero es miembro activo del Ejército Venezolano bajo el mando de Maduro. Esto indicaría que efectivamente la elección del 2004 fue fraudulenta y por lo tanto de resultado nulo.

## Incidentes

### Grabación de Carrasquero
El rector Jorge Rodríguez y el presidente Francisco Carrasquero del CNE anunciaron a las 3:00 PM del día 15 de agosto en televisión nacional que habían encontrado un CD de audio donde Carrasquero declaraba que la oposición había ganado el referéndum con un total de 11 436 086 «sí» de los votos, y que el mandato de Chávez de tal modo estaba revocado. Debido a que esta grabación se descubrió varias horas antes de cerrar los centros de votación y que Carrasquero declaró que dicha grabación era utilizada para sabotear el referéndum, el fiscal general Isaías Rodríguez inició la investigación sobre este hecho y así localizar y arrestar a los responsables de la grabación de audio. El periodista Fausto Malavé declaró a los medios de comunicación venezolanos que la grabación era una parodia del funcionario del CNE, que estaba circulando por Caracas durante meses y le sorprendía que solamente ejecutándose el referéndum se descubriera. La investigación no prosperó, puesto que se comprobó que la grabación fue distribuida mucho antes de la realización del referéndum y que notablemente se evidenciaba su carácter humorístico.[cita requerida]

### Encuesta deSúmate
Durante la jornada del referéndum, el grupo venezolano Súmate publicó una encuesta en la que Chávez perdía por 18 puntos, el resultado inverso al que posteriormente sería el oficial.